# Алтымышев, Арстанбек Алыбаевич
Арстанбек Алыбаевич Алтымышев (5 мая 1930, Кара-Булак, Киргизская АССР — 23 октября 2000) — советский и киргизский фармаколог, деятель здравоохранения, специалист в области фармакологии группы алкалоидов. Создал ряд лекарственных препаратов на основе природных целебных средств.
Доктор медицинских наук (1968), профессор (1970), академик Национальной академии наук КР (АН Киргизской ССР).
Лауреат Государственной премии Киргизской ССР в области науки и техники (1970) — за изготовление лекарственного препарата Ликорин.
Заслуженный деятель науки Кыргызской Республики. Почётный гражданин Бишкека.

## Биография
Окончил КГМИ (1954). Работал ассистентом, зав. кафедрой фармакологии КГМИ и Семипалатинского медицинского института, зав. лабораторией ИОХ АН Кирг. ССР. Также возглавлял отдел фармакологии для космонавтов Академии наук республики, был директором института «Биофармакология» АН Кыргызстана.
Был членом КПСС, членом Союза журналистов СССР, членом совета Советского общества дружбы и культурных связей с зарубежными странами, членом Президиума Правления Всесоюзного научного общества фармакологов, председателем Киргизского отделения Всесоюзного научного общества фармакологов, председателем редакционного Совета медицины и спорта, членом Президиума Комитета космонавтики СССР и председателем Комитета космонавтики Киргизской ССР.
Руководителем его докторской диссертации был акад. С. В. Аничков.
Под руководством А. Алтымышева защищены 20 кандидатских диссертаций.
Вдова Тамара (Турсун) Назаровна Алтымышева, была членом ЦК ВЛКСМ.
За заслуги перед космонавтикой награждён медалью им. С. П. Королева.
Также награждён медалью им. акад. Н. Кравкова, медалью «За доблестный труд» и юбилейными медалями Верховного Совета СССР.
Изобретатель СССР.
Награждён Почетными Грамотами и Грамотой ВС Кирг. ССР.
В 2005 году его именем была назван улица в Бишкеке (бывшая ул. Ремесленная).
Опубликовал более 200 научных работ, в том числе 14 монографий, имеет 40 изобретений. Его книга «Лекарственные богатства Киргизии» выдержала несколько изданий и переведена на польский, немецкий, английский и болгарский языки.

## Избранные труды
- Жугуштуу оорулардан кантип сактануу керек. — Фрунзе, 1955.
- К фармакологии группы алкалоидов — производных фенантредина (ликорин, дигеррин, тацеттан, галактин). — Семипалатинск, 1959.
- Адамдын анатомиясынын атласы. — Фрунзе, 1967.
- Лекарственные богатства (природного происхождения). — Фрунзе: Кыргызстан, 1974. — 292 с. (переиздано в 1976 году под названием «Лекарственные богатства Киргизии»)
- Алтымышев А. А., Корчубеков Б. К. Что мы знаем о мумие (Архар-Таш): Науч.-попул. очерк. — Ф.: Мектеп, 1979. — 76 с.
- Яды, противоядия и помощь при отравлениях / А. А. Алтымышев, Е. П. Зотов, И. Г. Шевченко. — Фрунзе : Кыргызстан, 1983. — 137 с.
- Природные целебные средства. — Фрунзе: Кыргызстан, 1985. — 336 с. (переиздано в 1990, 1992 гг.)
- Чай, кофе — напитки и лекарства / А. А. Алтымышев, У. А. Алтымышев. — Фрунзе : Илим, 1989. — 47 с. ISBN 5-658-00630-9
- Очерк о мумиё. — Фрунзе: Мектеп, 1989. — 48 с. ISBN 5-658-00631-7